# الخان الأحمر
الخان الأحمر هي قرية فلسطينية بدوية في محافظة القدس، تقع على الطريق السريع 1 شرق مدينة القدس، وبالقرب من مستوطنتي معاليه أدوميم وكفار أدوميم، بلغ عدد سكانها عام 2018، حوالي 173 بدوياً من بينهم 92 طفل يعيشون في الخيام والأكواخ من قبيلة الجهالين البدوية، وهي من القرى الفلسطينية المحتلة عام 1967. تكتسب القرية أهميتها الاستراتيجية لأنها تربط شمال وجنوب الضفة الغريبة، وهي من المناطق الفلسطينية الوحيدة والمتبقية في منطقة «E1». وحديثاً قررت محكمة العدل العليا للاحتلال إخلاء وطرد سكان القرية.

## التسمية
يأتي اسمها من اللون الأحمر المستخرج من حجر الجير المكسو بأكسيد الحديد المكون للتلال الحمراء في المناطق الواقعة على الطريق من القدس إلى أريحا. وعرفت سابقاً باسم «مارافتيميوس» نسبة إلى القديس الذي أسس هذا المكان.

## التاريخ
ذكر في الإنجيل أن السامري الصالح مر بالقرب من منطقة الخان الأحمر.
وفقاً لإحصاء سكان فلسطين في فترة الانتداب البريطاني، بلغ عدد سكان الخان الأحمر 27 نسمة عام 1931. وبلغت مساحة أراضي الخان الأحمر وفقا لمسح الأراضي والسكان عام 1945 حوالي 16,380 دونما.
إن أصل العديد من العائلات التي تعيش في الخان الأحمر، من قبيلة بدو الجهالين، التي طُردت على يد الاحتلال من النقب عام 1952، واستقروا في الخان الأحمر في الضفة الغربية، تحت الحكم الأردني. وبعد احتلال الضفة الغربية عام النكسة، أقيمت على أراضي الخان الأحمر، مستوطنة إسرائيلية سميت «معاليه أدوميم» وهي ثاني أكبر مستوطنة في الضفة الغربية.
الخان كان عبارة عن بناء عثماني من القرن السادس عشرة، وقد كان مزاراً للتجار على هذا الطريق القديم الذي يربط ضفتي نهر الأردن حيث كانوا يتوقفون للاستراحة وإطعام الخيول.

## المدرسة

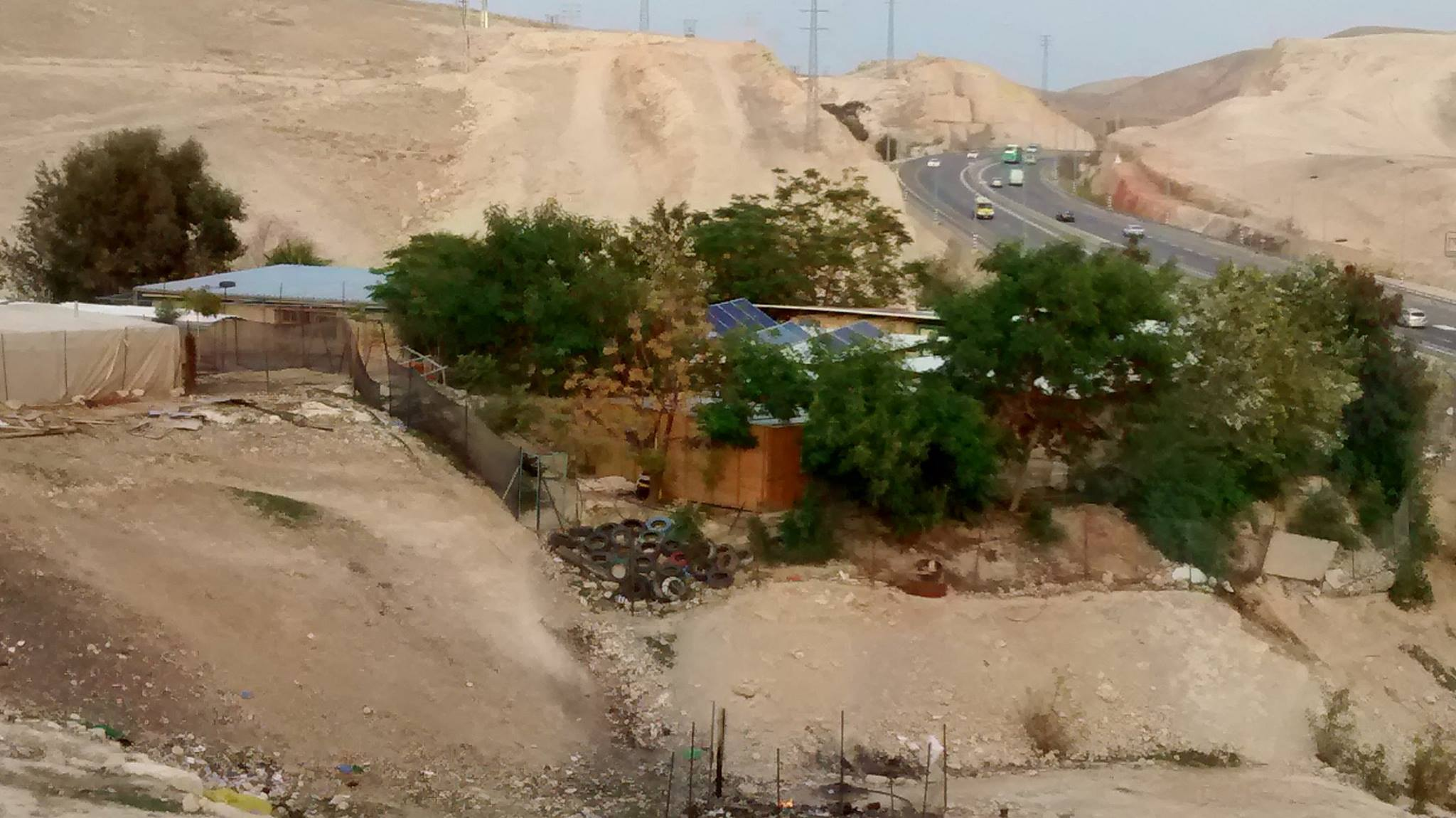
مبنى المدرسة، على يمينه الطريق السريع 1

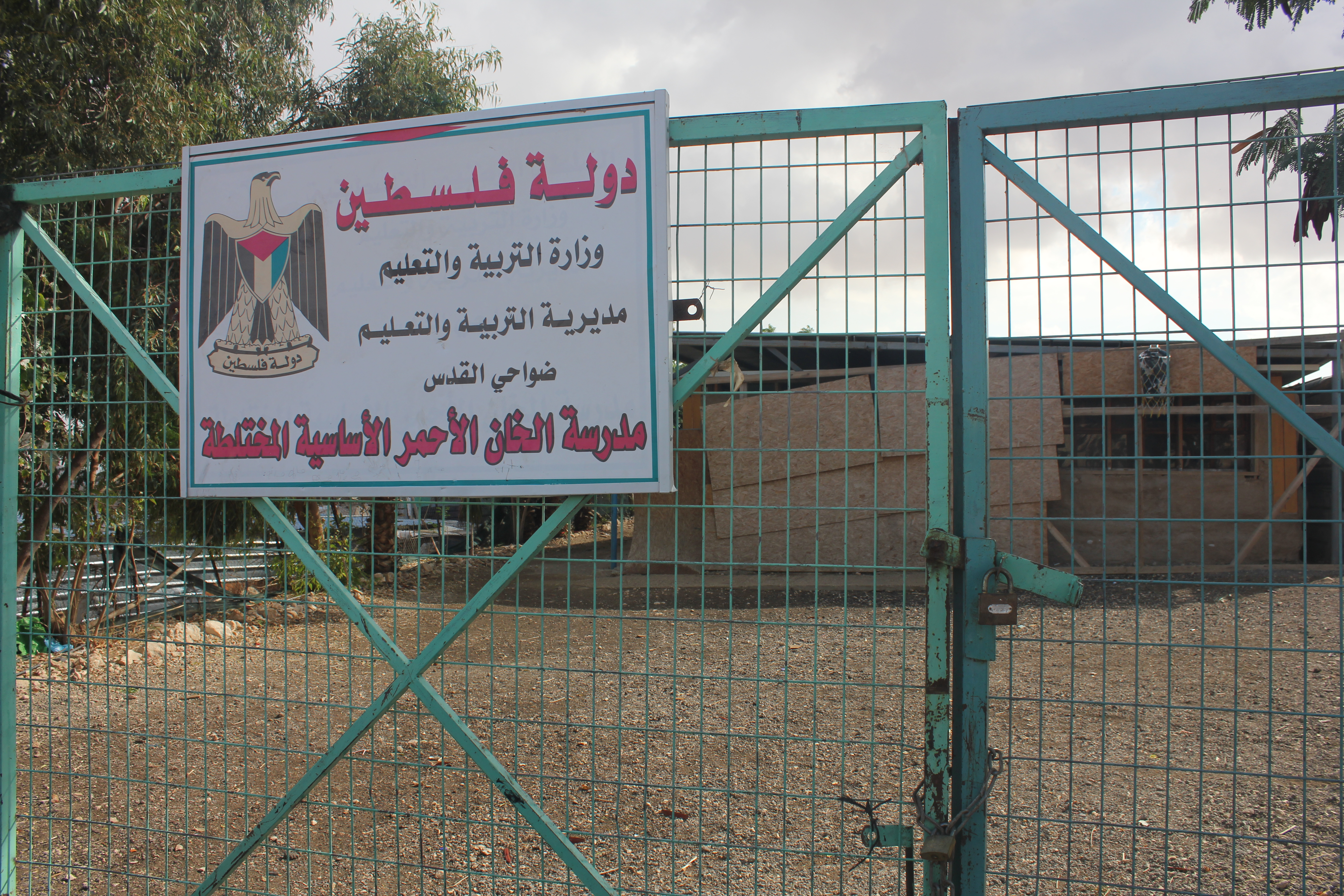
مدخل مدرسة الخان الأحمر

عام 2009، أقيمت مدرسة القرية بالتعاون مع منظمة مساعدات إيطالية "Vento Di Terra" من مواد الطين والإطارات؛ لإيجاد حل لمشكلة منع البناء الإسمنتي أو الكرفانات في المنطقة من قبل الاحتلال، وذلك تلبية لاحتياجات القرية، ولصعوبة وصول الأطفال إلى المدارس البعيدة. وبعد الانتهاء من بنائها بالكامل وبدء العام الدراسي فيها تلقت المدرسة أولى قرارات الهدم في نفس العام، وتوالت قرارات الهدم منذ ذلك الحين.
وتخدم هذه المدرسة خمسة تجمعات سكانية وهي تجمع أبو فلاح، وأبو رائج عراره، والتبنه، أبو الحلو، تجمع المدرسة (هي مجموعة من العائلات التي سكنت بمحيط موقع المدرسة)، وتضم المدرسة صفوف من الأول وحتى التاسع، كلها صفوف ضيقة وصغيرة وتفتقر لكل الخدمات، وخاصة مع ارتفاع درجات الحرارة في الصيف.

## أحداث أخيرة
- كان من المقرر هدم القرية عام 2010 بحجة البناء غير القانوني،[13]
- في عام 2012 أعلن الاحتلال عن نيته نقل السكان إلى منطقة شمالي أريحا.[14]

- في عام 2015 تبرعت منظمة المستقبل الفلسطيني بألواح شمسية لتزويد القرية بالكهرباء، ولكن تم مصادرتها.[3]
- في سبتمبر 2017، أخطرت السلطات العسكرية الإسرائيلية في الضفة الغربية أهالي الخان الأحمر بأن خيارهم الوحيد هو الانتقال إلى منطقة عرب الجهالين، وهو موقع بالقرب من مكب نفايات أبو ديس.[15][16]

- في يوليو 2018، احتج المتظاهرون الفلسطينيون على هدم قريتهم، وأصيب واعتقل 35 فلسطينياً.[17][18] حصل سكان التجمع على قرار من محكمة الاحتلال العليا بتجميد قرار الهدم.[19] ومنحت وزارة الحكم المحلي الفلسطينية المنطقة لقب قرية.[20]

- في أيلول 2018، قررت محكمة العليا الإسرائيلية خلال جلسة الالتماس، تنفيذ إخلاء وهدم القرية خلال أسبوع من قرارها.[21] وسط رفض فلسطيني عربي.[22]

### ردود الفعل
- منظمة التحرير الفلسطينية
- جامعة الدول العربية
- الأمم المتحدة
- الاتحاد الأوروبي

## وصلات خارجية
- صفحة الخان الأحمر في موقع فلسطين في الذاكرة.